# (38753) 2000 QE217
2000 QE217 (asteroide 38753) é um asteroide da cintura principal. Possui uma excentricidade de 0.01321950 e uma inclinação de 3.34309º.
Este asteroide foi descoberto no dia 31 de agosto de 2000 por LINEAR em Socorro.